# Плюралізм (філософія)
Плюралізм у філософії означає «доктрину множинності», за якою існує кілька незалежних основ буття чи істинного знання. Часто використовується як протилежність монізму («доктрина єдиності») та дуалізму («доктрині подвійності»). Термін має різні значення в метафізиці та епістеміології.
У метафізиці плюралізм — це доктрина про те, що реальність складається з багатьох базових субстанцій, у той час як монізм стверджує, що буття — єдина субстанція, наприклад матерія (в матеріалізмі) чи розум (в ідеалізмі), а дуалізм стверджує, що існують дві субстанції одночасно.
В епістемології плюралізм — це переконання, що існує не один правильний набір істинних знань про світ, а багато. Напрямки, з якими плюралізм часто асоціюють: прагматизм та культурний релятивізм.
У політології плюралізм — це характеристика політичної системи суспільства, за якої соціальні групи мають можливість висловлювати власні позиції через своїх представників у політичних і громадських організаціях. Плюралізм передбачає різні позиції, погляди, що відображають різноманітність інтересів у суспільстві. Інтереси можуть бути суб'єктивними та інтерсуб'єктивними.